# Poggio Mirteto
Poggio Mirteto – miejscowość i gmina we Włoszech, w regionie Lacjum, w prowincji Rieti.
Według danych na rok 2004 gminę zamieszkiwało 5175 osób, 199 os./km².